# Eva Martincová
Eva Martincová (Brno, 4 marzo 1975) è un'ex tennista ceca.

## Carriera
A livello giovanile ha ottenuto buoni risultati, nel singolare ragazze ha giocato i quarti di finale al Roland Garros 1992 e le semifinali l'anno successivo, nel doppio ragazze ha disputato la finale dell'Open di Francia 1991 insieme alla connazionale Zdeňka Málková e la finale del trofeo Bonfiglio dello stesso anno in coppia con Ivona Horvat. Tra le adulte ottiene i risultati migliori nel doppio, ha giocato infatti quattro finali WTA riuscendo a trionfare al French Community Championships 1999, nel singolare è riuscita ad avanzare fino ai quarti di finale a Budapest nel 1999 e a Bogotà 2001.
Ha fatto parte della squadra ceca di Fed Cup dal 1994 al 1997 giocando tre incontri di doppio dove ne è uscita sempre sconfitta.

## Statistiche

### Doppio

#### Vittorie (1)
| Numero | Anno | Torneo                                       | Superficie  | Compagna     | Avversarie in finale               | Punteggio     |
| 1.     | 1999 | French Community Championships, Knokke-Heist | Terra rossa | Elena Wagner | Evgenija Kulikovskaja Sandra Načuk | 3-6, 6-3, 6-3 |

#### Finali perse (3)
| Numero | Anno | Torneo                        | Superficie  | Compagna         | Avversarie in finale               | Punteggio     |
| 1.     | 1996 | Pupp Czech Open, Karlovy Vary | Terra rossa | Elena Pampoulova | Karina Habšudová Helena Suková     | 3–6, 6–3, 6–2 |
| 2.     | 1997 | Budapest Lotto Open, Budapest | Terra rossa | Elena Wagner     | Amanda Coetzer Alexandra Fusai     | 6–3, 6–1      |
| 3.     | 1997 | I. ČLTK Prague Open, Praga    | Terra rossa | Helena Vildová   | Ruxandra Dragomir Karina Habšudová | 6–1, 5–7, 6–2 |